# تنظيم مسطح
التنظيم المسطح (بالإنجليزية: Flat organization)‏ (المعروف أيضًا باسم التنظيم الأفقي) يشير إلى هيكل تنظيمي يتميز بوجود مستويات قليلة أو عدم وجود مستويات من الإدارة المتداخلة بين الموظفين والمديرين. وتتمثل الفكرة في أن العمال سيكونون أكثر إنتاجية عندما يكونون مشاركين بشكل مباشر أكثر في عملية صنع القرار بدلاً من خضوعهم للإشراف من قِبل العديد من مستويات الإدارة.
وهذا الهيكل التنظيمي بشكل عام يكون ممكنًا فقط في المؤسسات الصغيرة أو الوحدات الفردية داخل المؤسسات الكبيرة. عندما تبلغ المؤسسات مستوى حرجًا من حيث الحجم، يمكنها الاحتفاظ بهيكل سلس ولكنها لا تستطيع المحافظة على علاقة مستوية كاملة بين المدير والموظفين دون التأثير على الإنتاجية. وبعض المسؤوليات المالية قد تتطلب أيضًا هيكلاً تنظيميًا تقليديًا بشكل أكبر. والبعض يرى أن المؤسسات ذات التنظيم المسطح تصبح هرمية على نحو أكبر عندما تبدأ تتجه نحو الإنتاجية.
ونموذج التنظيم المسطح يشجع على مشاركة الموظفين عبر عملية صناعة القرار اللامركزية. ومن خلال رفع مستوى مسؤولية الموظفين على مستوى القاعدة وإزالة طبقات الإدارة الوسطى، فإن التعليقات والملاحظات تصل جميع الموظفين المشاركين في اتخاذ القرارات بشكل أسرع. وتصبح الاستجابة المتوقعة لملاحظات العملاء أكثر سرعة. ونظرًا لأن التفاعل بين العمال هو أكثر تواترًا، فإن هذا الهيكل التنظيمي يعتمد بشكل عام على علاقة شخصية أكبر بكثير بين العمال والمديرين. وبالتالي يمكن أن يكون الهيكل أكثر استغراقًا للوقت في البناء من النموذج الهرمي.
ويمكن أيضًا الإشارة إلى المؤسسات ذات التنظيم المسطح على أنها اتحاد أو منظمة قائمة على الصناعة مثل الاتحاد الوطني لأصحاب المصانع [الإنجليزية] أو MANA الذي تركز على المبادئ العامة لمندوبي المبيعات، وليس على صناعة بعينها.

## وصلات خارجية
- Flatten the pyramid (about.com) نسخة محفوظة 21 سبتمبر 2008 على موقع واي باك مشين.